# Industriezeitalter
Das Industriezeitalter ist eine Epoche der Menschheit, die mit dem Beginn der Industrialisierung ihren Anfang nahm. Die weltweite Industrialisierung nahm in Großbritannien mit der Baumwollverarbeitung und der Tuchproduktion ihren Anfang; unter Bezug darauf wird als Beginn des Industriezeitalters allgemein die Zeit um 1760 im 18. Jahrhundert angesehen. Mit den technischen Innovationen der 1970er- und 1980er-Jahre wurde es vom Informationszeitalter abgelöst.

## Zu beobachtende gesellschaftliche Veränderungen

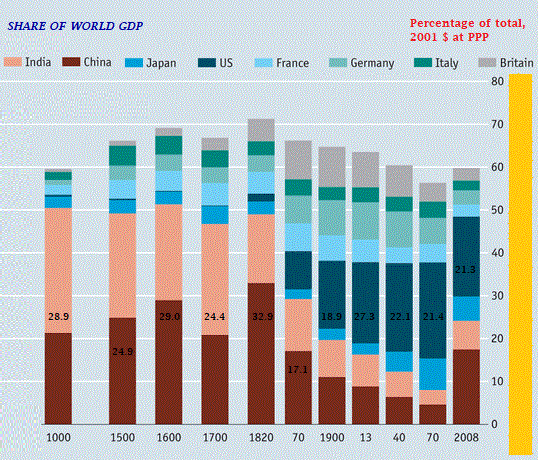
Angus Maddison

Ein in den neugewonnenen Erkenntnissen der Medizin und Hygiene begründetes Bevölkerungswachstum in bisher unbekannter Höhe und die vehement einsetzende Industrialisierung leiteten in Deutschland ab etwa 1850 eine Epoche extremen Städtewachstums ein. Hatten vor der industriellen Revolution die meisten Fabrikationsstätten ihren an die Wasserkraft gebundenen Standort außerhalb der Stadt, konzentrieren diese sich nun im Zusammenhang mit der Entwicklung und dem Einsatz von Dampfmaschinen und dem Ausbau von Eisenbahnen immer mehr in den Städten.
Der Industrie folgte das Handels-, Banken- und Versicherungswesen in die Großstädte und begünstigte so die zunehmende Industrialisierung. Gleichzeitig änderte sich auch die Sozialstruktur von Städten. Die gesellschaftlichen Klassen der Unternehmer und Arbeiter konstitutionieren sich, ebenso der sogenannte „neue Mittelstand“ mit Beamten und Angestellten.
Auf die quantitative Zunahme der Stadtbevölkerung und die gesellschaftlichen Umstrukturierungsprozesse war man weder städtebaulich, noch rechtlich oder wissenschaftlich vorbereitet.

„Falsch verstandener Liberalismus und Baupolizeiordnungen, die eine größtmögliche Grundstücksausnutzung zulassen, prägen oft die Gestalt der gründerzeitlichen Stadt.“

Anfänge eines Planungsrechtes entstanden erst 1868 mit dem Badischen bzw. 1875 mit dem Preußischen
Fluchtliniengesetz, die vor allem dem Vermessungsingenieur die Aufgabe der Stadtplanung zuwiesen.
Als erste grundlegende städtebauliche Zusammenfassung erschien 1876 das Werk von Reinhard Baumeister (Karlsruhe 1833–1917) Stadterweiterungen in technischer, baupolizeilicher und wirtschaftlicher Beziehung, dem im Jahre 1890 das Handbuch des Städtebaus von Joseph Stübben folgte. Erst mit dem Ausgang des 19. Jahrhunderts wurde somit der Grundstein des neueren Städtebaus in Deutschland gelegt.
Die folgenden Grafiken zeigen einige der im Verlauf des Industriezeitalters zu beobachtenden globalen Veränderungen:
| Bevölkerungsentwicklung | Artenvielfalt                    | Flächenverbrauch (Landnutzungsänderungen) |
| ----------------------- | -------------------------------- | ----------------------------------------- |
|                         | Grafik (I) (Living Planet Index) |                                           |
| Lebensstandard          | Globale Kohlenstoff-Emission     | Globale Erwärmung                         |
|                         |                                  |                                           |

## Museale Darstellungen
- Europäische Route der Industriekultur
- Die Route der Industriekultur ist ein Projekt des Regionalverbandes Ruhr (RVR) und verbindet die wichtigsten und touristisch attraktivsten Industriedenkmäler des Ruhrgebiets.
- Seit 2003 existiert auch eine Route der Industriekultur Rhein-Main. Darin sollen Industriebauwerke auf den 160 Kilometern zwischen Miltenberg und Bingen am Rhein via Frankfurt am Main zu einer Erlebnisroute über das Industriezeitalter im Rhein-Main-Gebiet verknüpft werden. Bereits 700 Bauwerke sind wissenschaftlich erfasst.
- Weltkulturerbe Alte Völklinger Hütte, eines der bedeutendsten Industriedenkmäler Deutschlands